# راسموس هويلوند
راسموس هويلوند (بالدنماركية: Rasmus Højlund)‏ هو لاعب كرة قدم دنماركي في مركز الهجوم مع نادي مانشستر يونايتد في الدوري الإنجليزي الممتاز، ولد في 4 فبراير 2003. شارك مع منتخب الدنمارك تحت 17 سنة لكرة القدم.

## أهدافه الدولية
| # | التاريخ         | المكان                              | المشاركة | الخصم      | الهدف | النتيجة | المسابقة                     |
| - | --------------- | ----------------------------------- | -------- | ---------- | ----- | ------- | ---------------------------- |
| 1 | 23 مارس 2023    | ملعب باركن، كوبنهاغن، الدنمارك      | 3        | فنلندا     | 1–0   | 3–1     | تصفيات بطولة أمم أوروبا 2024 |
| 2 | 23 مارس 2023    | ملعب باركن، كوبنهاغن، الدنمارك      | 3        | فنلندا     | 2–1   | 3–1     | تصفيات بطولة أمم أوروبا 2024 |
| 3 | 23 مارس 2023    | ملعب باركن، كوبنهاغن، الدنمارك      | 3        | فنلندا     | 3–1   | 3–1     | تصفيات بطولة أمم أوروبا 2024 |
| 4 | 26 مارس 2023    | آستانا أرينا، آستانا، كازاخستان     | 4        | كازاخستان  | 1–0   | 2–3     | تصفيات بطولة أمم أوروبا 2024 |
| 5 | 26 مارس 2023    | آستانا أرينا، آستانا، كازاخستان     | 4        | كازاخستان  | 2–0   | 2–3     | تصفيات بطولة أمم أوروبا 2024 |
| 6 | 19 يونيو 2023   | ملعب ستوزيتسه، ليوبليانا، سلوفينيا  | 6        | سلوفينيا   | 1–1   | 1–1     | تصفيات بطولة أمم أوروبا 2024 |
| 7 | 17 أوكتوبر 2023 | ملعب سان مارينو، سرفاله، سان مارينو | 10       | سان مارينو | 1–0   | 2–1     | تصفيات بطولة أمم أوروبا 2024 |

## وصلات خارجية
- راسموس هويلوند على موقع الاتحاد الأوربي (الإنجليزية)
- راسموس هويلوند على موقع إي إس بي إن إف سي (الإنجليزية)
- راسموس هويلوند على موقع قاعدة بيانات كرة القدم.إي يو (الإنجليزية)
- راسموس هويلوند على موقع ليكيب (الفرنسية)
- راسموس هويلوند على موقع ناشيونال فوتبول تيمز (الإنجليزية)
- راسموس هويلوند على موقع Soccerbase.com (لاعب) (الإنجليزية)
- راسموس هويلوند على موقع Soccerway.com (الإنجليزية)
- راسموس هويلوند على موقع عالم كرة القدم.نت (الإنجليزية)